# 澁江夏奈
澁江 夏奈（しぶえ かな、1991年7月21日 - ）は日本の作曲家、ピアニストである。東京音楽大学作曲指揮専攻映画・放送音楽コース卒業。FAIR WIND music所属。

## 略歴
国立音楽大学附属高等学校作曲科を経て、東京音楽大学作曲指揮専攻映画・放送音楽コースを卒業。大学在学中は国立音楽大学Newtide Jazz Orchestraにてレギュラーピアニストおよびコンサートミストレスを務める。
ジャズピアニストとして活動するかたわらで、大学在学中の2013年より劇伴作曲家としてデビュー。
2002年～2004年にかけて、NHK教育テレビのバラエティ番組『天才ビットくん』のB-Labelプロジェクトから結成されたバンドグループThe Bittles（ビットルズ）のキーボード担当として活動し、活動休止前最後の楽曲となった「ライ'ム」では作詞・作曲も手かげている。

## 作品

### テレビドラマ
- わたしをみつけて（2015年、NHK総合）
- マチ工場のオンナ（2017年、NHK総合）

### テレビ
- ウイークエンド関西 「西日本の旅」（2014年、NHK大阪放送局）

### テレビアニメ
- 昭和元禄落語心中（2016年・2017年）
- デビルズライン（2018年）[5]
- 佐々木と宮野（2022年）
- AYAKA -あやか-（2023年）[6]

### 劇場アニメ
- 佐々木と宮野-卒業編- / 平野と鍵浦（2023年）

### OVA
- 昭和元禄落語心中 前編・後編（2015年）
- 私たちの未来（2018年）
- Shenmue the Animation（2022年）

### ラジオドラマ
- FMシアター（NHK-FM）
  - 南国土佐を後にして（2013年）
  - どうぶつのうた（2014年）
  - 夏の午後、湾は光り、（2015年）
  - ティティヴィルスの見えない蜂（2016年）
  - ミラーボール（2016年）
  - I want to be. ケンジノウタ（2016年）
  - 猫はどこへ行った（2017年）
- 青春アドベンチャー（NHK-FM）
  - 僕たちの宇宙船（2013年）
  - あなたがいる場所（2014年）
  - ニコイナ食堂（2015年）
  - 人喰い大熊と火縄銃の少女（2015年）
  - 双子島の秘密（2015年）
  - 走れ歌鉄!（2016年）
  - 河童の記憶（2019年）

### CM
- アサヒビール クリアアサヒ「飲みに帰ろう。篇」（2016年）